# Катаев, Иван Иванович
Ива́н Ива́нович Ката́ев (14 [27] мая 1902, Москва — 19 августа 1937) — русский советский писатель.

## Биография
Отец Иван Матвеевич Катаев — профессор-историк, автор популярного учебника по истории. Мать, урождённая Кропоткина, по некоторым сведениям, приходилась племянницей географу и теоретику анархизма Петру Алексеевичу Кропоткину. Двоюродный брат — академик Андрей Николаевич Колмогоров.
Рано лишился матери. Иван учился в гимназии в Москве и в Суздале. В 1919 году вступил в ВКП(б) и в Красную армию. 1921 год — воевал на Кавказе (г. Грозный), работал в газете и был одним из организаторов «Театра революционной сатиры». Демобилизовавшись, поступил на экономический факультет Московского университета.
С 1923 года - член РАПП, с 1926 года - один из руководителей группы «Перевал». Был членом правления Союза писателей СССР (с 1934 г.). Участвовал в создании «Литературной газеты». Попутно работал в издательстве «Город и деревня», печатал рассказы и очерки.
1927 год — вышла повесть «Сердце». Затем — «Поэт», «Жена», сборник «Отечество»…
1930 год — началась кампания в печати против «Перевала» в связи с выходом двух сборников И. И. Катаева. За рассказ «Молоко» писателя обвинили в проповеди христианства.
1934 год — опубликованы рассказы «Встреча» и «Ленинградское шоссе».

## Опала, арест и казнь
В 1936 году был исключён из ВКП(б) как «чуждый элемент». Арестован 18 марта 1937 года. Обвинён в участии в антисоветской контрреволюционной террористической организации. Имя Ивана Катаева было включено в сталинский расстрельный список, датированный 10 августа 1937 года (№ 35 в списке из 81 имени и фамилии лиц, подлежащих осуждению к высшей мере наказания, под грифом «Москва-Центр», за подписью начальника 8-го отдела ГУГБ НКВД старшего майора ГБ Владимира Цесарского). Приговорён к ликвидации Сталиным, Молотовым, Кагановичем и Ворошиловым (автографы на титульном листе списка). 19 августа 1937 года приговор был формально утверждён на заседании Военной коллегии Верховного суда СССР. Казнён в тот же день.
Реабилитирован посмертно 18 апреля 1956 года. После этого вдове Ивана Катаева Марии Терентьевой-Катаевой было выдано сфальсифицированное свидетельство о смерти, в котором датой его гибели было указано 2 мая 1939 года, а в графах «Место смерти» и «Причина смерти» стояли прочерки.

## Семья
Сыновья: 

Георгий Иванович Катаев, физик. Был женат на психологе и дефектологе А. А. Венгер.

Дмитрий Иванович Катаев - был депутатом Моссовета в 1990−93 годах, а позже, в 1993—2005 гг. — депутатом Мосгордумы.

## Сочинения
- Сердце. Повести. М., «Федерация», [1928]. 199 с. 5 000 экз.; Изд. 2-е. 1930. 256 с. 5 000 экз.; Изд. 3-е. 1931. 254 с. 5 200 экз.
- Жена, «Огонёк», 1930. 64 с. 20 000 экз.
- Молоко, 1930
- Движение, 1932
- Ленинградское шоссе, 1933
- Человек на горе, 1934
- Отечество, 1935
- Под чистыми звёздами, 1956 (посмертная публикация)

### Издания
- Избранное, 1957
- Под чистыми звёздами. Повести, рассказы, очерки, 1969
- Сердце, 1980
- Хлеб и мысль, 1983

В постсоветское время книги Ивана Катаева не переиздавались.